# Tetraconata
Tetraconata é um clado que agrupa as classes de Artrópodes mandibulados Crustacea e Hexapoda, e o nome desse grupo se refere aos omatídeos compostos de quatro compartimentalizações presentes em muitos de seus membros. Esse grupo contrasta a hipótese Atelocerata, em qual Myriapoda e Hexapoda são grupos irmãos e Crustacea se torna mais distante. Desde 2010 o clado é considerado bem-aceito pelos taxonomistas. Esse clado também é chamado de Pancrustacea, muito embora essa nomenclatura seja menos aceita pela comunidade científica por trazer confusão de que em Tetraconata há um grupo coroa e seus derivados.  É o clado-irmão do Myriochelata, e juntos eles formam o filo Arthropoda. As evidências desse clado derivam de dados moleculares e características morfológicas. Os dados moleculares consistem da comparação de RNA ribossomal, nuclear, mitocondrial e códigos protéicos. Os dados morfológicos incluem ,além do formato dos omatídeos, o desenvolvimento das larvas náuplios, a presença de neuroblastos e a forma e o estilo da axonogênese.

## Características Morfológicas

### Omatídeos
Uma das características homólogas mais convincentes compartilhadas por Crustacea e Hexapoda, mas não por nenhum outro artrópode, é a estrutura específica dos omatídeos nos olhos compostos. Representantes dos crustáceos e dos hexápodes possuem omatídeos compostos de duas células corneanas (duas células de pigmentos primários em hexápodes), quatro cones do cristalino (células de Semper) e oito células da retina. Além disso, um número variável de células de pigmento acessórias cercam o omatídeo. Um padrão particular no arranjo dos cones (nas extensões proximais da área do rabdoma) em relação às células da retina é compartilhado por diversos crustáceos e hexápodes. A homologia dos omatídeos também é apoiada pela afinidade de um anticorpo monoclonal - gerado contra uma glicoproteína específica (3G6) - pelas células do cristalino, e pelas detalhadas similaridades no desenvolvimento dos omatídeos (recrutamento de células) de crustáceos e hexápodes.

### Neuroblastos
Outra das características morfológicas que ajuda a sustentar Tetraconata como um clado é a formação dos neuroblastos em hexápodes e crustáceos. Entretanto, os principais estudos que permitem comparações baseiam-se na neurogênese dos Hexapoda e dos Malacostraca, uma das classes dos Crustacea. Em todos os hexápodes estudados ocorre um modo comum de neurogênese. As células-mãe ganglionares são produzidas por meio de repetidas divisões assimétricas de grandes células tronco chamadas neuroblastos. Cada uma das células-mãe ganglionares produzidas pelos neuroblastos se divide uma vez simetricamente para gerar neurônios e/ou células da glia. É provável que as células ganglionares em malacrustáceos, como nos hexápodes, sofram exatamente uma divisão a mais antes de suas células-filhas se diferenciarem em neurônios, mas se os neuroblastos laterais dos malacrustáceos contribuem para a formação das células da glia nos gânglios segmentares é uma questão em aberto. No caso dos crustáceos, dentro de Malacostraca, existem representantes dos Decapoda e dos Peracarida que possuem neuroblastos laterais que mostram similaridades com os dos hexápodes, especialmente produzindo colunas verticais de precursores de neurônios por meio de repetidas divisões assimétricas com eixos perpendiculares à superfície da banda germinal. O número de arranjos dos neuroblastos em cada um dos hemisegmentos torácicos é bastante estável entre os hexápodes. Há principalmente 29-31 neuroblastos arranjados em 6-7 linhas transversais e 6-7 e quatro colunas longitudinais, além da presença de um neuroblasto posterior não pareado. Além disso existe uma apurada sequência temporal de expressão gênica sustentando a homologia de certos neuroblastos entre diferentes hexápodes. No lagostim Cherax destructor, 25-30 neuroblastos arranjados em 6-7 linhas e 4-5 colunas foram descritos (Scholtz 1992a), o número e arranjo sendo bem sugestivo em comparação ao dos hexápodes. Além do mais, no lagostim Procam-barus clarkii uma expressão engrailed de regiões neurogênicas similares àquelas de hexápodes foram achadas, o que pode sustentar a homologia desses neuroblastos. Além dos neuroblastos laterais, existem nos malacrustáceos, como nos hexápodes, um neuroblasto mediano que faz parte de uma coluna de células formadoras de uma linha-média na parte pós-naupliar das bandas germinais.

### Axonogênese
Há também algumas detalhadas similaridades na posição e no crescimento do axon dos neurônios pioneiros dos Hexapoda e dos Malacostraca. Por exemplo, na presença de alguns neurônios específicos (aCC, pCC, RP1, RP2 e MP4), a posição do corpo celular, direção e tempo relativo do crescimento do axônio, a morfologia e as ramificações podem ser indicadores de homologia. Portanto é bastante razoável sugerir que os dois padrões são derivados de um padrão ancestral comum incluindo essas similaridades.

### Larva Náuplio
Outra sinapomorfia de Tetraconata consiste no desenvolvimento prévio dos apêndices anteriores da cabeça durante o estágio de larva naupliar.

## Estudos Moleculares
Um Tetraconata monofilético é suportado por vários estudos, em vários dos quais Crustacea se mostra parafilético em relação aos Hexapoda, ou seja, que insetos são derivados de ancestrais crustáceos.
As evidências deste clado derivam de dados moleculares e características morfológicas. Os dados moleculares consistem de comparações de genes nucleares de rRNA, mitocondriais de rRNA, e codificantes de proteínas. As características morfológicas consistem das estruturas omatídeas, a presença de neuroblastos, e a forma e  estilo da axogênese por neurônios pioneiros.

### Regieret al.(2005)
Em um estudo de 2005 de genomas nucleares Regier et al. sugere que Hexapoda é mais proximamente relacionado a Branchiopoda e Cephalocarida + Remipedia, sendo assim, Hexapoda são "crustáceos terrestres", suportando a hipótese Tetraconata que Maxillopoda não é monofilético (no cladograma a seguir as subclasses dentro de Maxillopoda estão marcadas). Também aparecem evidências contra a monofilia de Ostracoda; que a subclasse Podocopa talvez forme um clado com Branchiura.
O clado a seguir foi baseado em Regier et al. (2005):
|  | Ostracoda  |
|  |            |
|  | Branchiura |
|  |            |

|  | Copepoda                                                                     |
|  |                                                                              |
|  | \| \| Thecostraca e Tantulocarida \| \| \| \| \| \| Malacostraca \| \| \| \| |
|  |                                                                              |
|  | Thecostraca e Tantulocarida                                                  |
|  |                                                                              |
|  | Malacostraca                                                                 |
|  |                                                                              |

|  | Thecostraca e Tantulocarida |
|  |                             |
|  | Malacostraca                |
|  |                             |

|  | Remipedia     |
|  |               |
|  | Cephalocarida |
|  |               |

|  | Branchiopoda |
|  |              |
|  | Hexapoda     |
|  |              |

|  | Remipedia     |
|  |               |
|  | Cephalocarida |
|  |               |

|  | Branchiopoda |
|  |              |
|  | Hexapoda     |
|  |              |

|  | Copepoda                                                                     |
|  |                                                                              |
|  | \| \| Thecostraca e Tantulocarida \| \| \| \| \| \| Malacostraca \| \| \| \| |
|  |                                                                              |
|  | Thecostraca e Tantulocarida                                                  |
|  |                                                                              |
|  | Malacostraca                                                                 |
|  |                                                                              |

|  | Thecostraca e Tantulocarida |
|  |                             |
|  | Malacostraca                |
|  |                             |

|  | Remipedia     |
|  |               |
|  | Cephalocarida |
|  |               |

|  | Branchiopoda |
|  |              |
|  | Hexapoda     |
|  |              |

|  | Remipedia     |
|  |               |
|  | Cephalocarida |
|  |               |

|  | Branchiopoda |
|  |              |
|  | Hexapoda     |
|  |              |

|  | Ostracoda  |
|  |            |
|  | Branchiura |
|  |            |

|  | Copepoda                                                                     |
|  |                                                                              |
|  | \| \| Thecostraca e Tantulocarida \| \| \| \| \| \| Malacostraca \| \| \| \| |
|  |                                                                              |
|  | Thecostraca e Tantulocarida                                                  |
|  |                                                                              |
|  | Malacostraca                                                                 |
|  |                                                                              |

|  | Thecostraca e Tantulocarida |
|  |                             |
|  | Malacostraca                |
|  |                             |

|  | Remipedia     |
|  |               |
|  | Cephalocarida |
|  |               |

|  | Branchiopoda |
|  |              |
|  | Hexapoda     |
|  |              |

|  | Remipedia     |
|  |               |
|  | Cephalocarida |
|  |               |

|  | Branchiopoda |
|  |              |
|  | Hexapoda     |
|  |              |

|  | Copepoda                                                                     |
|  |                                                                              |
|  | \| \| Thecostraca e Tantulocarida \| \| \| \| \| \| Malacostraca \| \| \| \| |
|  |                                                                              |
|  | Thecostraca e Tantulocarida                                                  |
|  |                                                                              |
|  | Malacostraca                                                                 |
|  |                                                                              |

|  | Thecostraca e Tantulocarida |
|  |                             |
|  | Malacostraca                |
|  |                             |

|  | Remipedia     |
|  |               |
|  | Cephalocarida |
|  |               |

|  | Branchiopoda |
|  |              |
|  | Hexapoda     |
|  |              |

|  | Remipedia     |
|  |               |
|  | Cephalocarida |
|  |               |

|  | Branchiopoda |
|  |              |
|  | Hexapoda     |
|  |              |

### Regieret al.(2010)
Um estudo de genomas nucleares em 2010 (Regier et al.) fortemente suporta Tetraconata e favorece Mandibulata (Myriapoda + Tetraconata) sobre Paradoxopoda (Myriapoda + Chelicerata). De acordo com esse estudo, Tetraconata está dividida em quatro linhagens: Oligostraca (Ostracoda, Mystacocarida, Branchiura, Pentastomida), Vericrustacea (Malacostraca, Thecostraca, Copepoda, Branchiopoda), Xenocarida (Cephalocarida, Remipedia) e Hexapoda, com Xenocarida como um grupo irmão de Hexapoda, consistindo em "Miracrustacea".
Novos clados propostos por Regier et al. são:
- Vericrustacea ("crustáceos verdadeiros") — Branchiopoda, Copepoda, Malacostraca, Thecostraca;
- Multicrustacea ("crustáceos numerosos") — Copepoda, Malacostraca, Thecostraca;
- Communostraca ("com conchas próprias e comuns") — Malacostraca, Thecostraca;
- Miracrustacea ("crustáceos surpreendentes") — Cephalocarida, Remipedia, Hexapoda;
- Xenocarida ("camarões estranhos") — Cephalocarida, Remipedia.

Desses clados, apenas Multicrustacea foi mantido em estudos moleculares posteriores.
O clado a seguir foi baseado em Regier et al. (2010):

| Ichthyostraca | \| \| Branchiura \| \| \| \| \| \| Pentastomida \| \| \| \| |
|               | \| \| Branchiura \| \| \| \| \| \| Pentastomida \| \| \| \| |
|               | Mystacocarida                                               |
|               |                                                             |
|               | Branchiura                                                  |
|               |                                                             |
|               | Pentastomida                                                |
|               |                                                             |

|  | Branchiura   |
|  |              |
|  | Pentastomida |
|  |              |

| Ichthyostraca | \| \| Branchiura \| \| \| \| \| \| Pentastomida \| \| \| \| |
|               | \| \| Branchiura \| \| \| \| \| \| Pentastomida \| \| \| \| |
|               | Mystacocarida                                               |
|               |                                                             |
|               | Branchiura                                                  |
|               |                                                             |
|               | Pentastomida                                                |
|               |                                                             |

|  | Branchiura   |
|  |              |
|  | Pentastomida |
|  |              |

|               | Copepoda                                                     |
|               |                                                              |
| Communostraca | \| \| Thecostraca \| \| \| \| \| \| Malacostraca \| \| \| \| |
|               | \| \| Thecostraca \| \| \| \| \| \| Malacostraca \| \| \| \| |
|               | Thecostraca                                                  |
|               |                                                              |
|               | Malacostraca                                                 |
|               |                                                              |

|  | Thecostraca  |
|  |              |
|  | Malacostraca |
|  |              |

|               | Copepoda                                                     |
|               |                                                              |
| Communostraca | \| \| Thecostraca \| \| \| \| \| \| Malacostraca \| \| \| \| |
|               | \| \| Thecostraca \| \| \| \| \| \| Malacostraca \| \| \| \| |
|               | Thecostraca                                                  |
|               |                                                              |
|               | Malacostraca                                                 |
|               |                                                              |

|  | Thecostraca  |
|  |              |
|  | Malacostraca |
|  |              |

| Xenocarida | \| \| Remipedia \| \| \| \| \| \| Cephalocarida \| \| \| \| |
|            | \| \| Remipedia \| \| \| \| \| \| Cephalocarida \| \| \| \| |
|            | Hexapoda                                                    |
|            |                                                             |
|            | Remipedia                                                   |
|            |                                                             |
|            | Cephalocarida                                               |
|            |                                                             |

|  | Remipedia     |
|  |               |
|  | Cephalocarida |
|  |               |

|               | Copepoda                                                     |
|               |                                                              |
| Communostraca | \| \| Thecostraca \| \| \| \| \| \| Malacostraca \| \| \| \| |
|               | \| \| Thecostraca \| \| \| \| \| \| Malacostraca \| \| \| \| |
|               | Thecostraca                                                  |
|               |                                                              |
|               | Malacostraca                                                 |
|               |                                                              |

|  | Thecostraca  |
|  |              |
|  | Malacostraca |
|  |              |

|               | Copepoda                                                     |
|               |                                                              |
| Communostraca | \| \| Thecostraca \| \| \| \| \| \| Malacostraca \| \| \| \| |
|               | \| \| Thecostraca \| \| \| \| \| \| Malacostraca \| \| \| \| |
|               | Thecostraca                                                  |
|               |                                                              |
|               | Malacostraca                                                 |
|               |                                                              |

|  | Thecostraca  |
|  |              |
|  | Malacostraca |
|  |              |

| Xenocarida | \| \| Remipedia \| \| \| \| \| \| Cephalocarida \| \| \| \| |
|            | \| \| Remipedia \| \| \| \| \| \| Cephalocarida \| \| \| \| |
|            | Hexapoda                                                    |
|            |                                                             |
|            | Remipedia                                                   |
|            |                                                             |
|            | Cephalocarida                                               |
|            |                                                             |

|  | Remipedia     |
|  |               |
|  | Cephalocarida |
|  |               |

| Ichthyostraca | \| \| Branchiura \| \| \| \| \| \| Pentastomida \| \| \| \| |
|               | \| \| Branchiura \| \| \| \| \| \| Pentastomida \| \| \| \| |
|               | Mystacocarida                                               |
|               |                                                             |
|               | Branchiura                                                  |
|               |                                                             |
|               | Pentastomida                                                |
|               |                                                             |

|  | Branchiura   |
|  |              |
|  | Pentastomida |
|  |              |

| Ichthyostraca | \| \| Branchiura \| \| \| \| \| \| Pentastomida \| \| \| \| |
|               | \| \| Branchiura \| \| \| \| \| \| Pentastomida \| \| \| \| |
|               | Mystacocarida                                               |
|               |                                                             |
|               | Branchiura                                                  |
|               |                                                             |
|               | Pentastomida                                                |
|               |                                                             |

|  | Branchiura   |
|  |              |
|  | Pentastomida |
|  |              |

|               | Copepoda                                                     |
|               |                                                              |
| Communostraca | \| \| Thecostraca \| \| \| \| \| \| Malacostraca \| \| \| \| |
|               | \| \| Thecostraca \| \| \| \| \| \| Malacostraca \| \| \| \| |
|               | Thecostraca                                                  |
|               |                                                              |
|               | Malacostraca                                                 |
|               |                                                              |

|  | Thecostraca  |
|  |              |
|  | Malacostraca |
|  |              |

|               | Copepoda                                                     |
|               |                                                              |
| Communostraca | \| \| Thecostraca \| \| \| \| \| \| Malacostraca \| \| \| \| |
|               | \| \| Thecostraca \| \| \| \| \| \| Malacostraca \| \| \| \| |
|               | Thecostraca                                                  |
|               |                                                              |
|               | Malacostraca                                                 |
|               |                                                              |

|  | Thecostraca  |
|  |              |
|  | Malacostraca |
|  |              |

| Xenocarida | \| \| Remipedia \| \| \| \| \| \| Cephalocarida \| \| \| \| |
|            | \| \| Remipedia \| \| \| \| \| \| Cephalocarida \| \| \| \| |
|            | Hexapoda                                                    |
|            |                                                             |
|            | Remipedia                                                   |
|            |                                                             |
|            | Cephalocarida                                               |
|            |                                                             |

|  | Remipedia     |
|  |               |
|  | Cephalocarida |
|  |               |

|               | Copepoda                                                     |
|               |                                                              |
| Communostraca | \| \| Thecostraca \| \| \| \| \| \| Malacostraca \| \| \| \| |
|               | \| \| Thecostraca \| \| \| \| \| \| Malacostraca \| \| \| \| |
|               | Thecostraca                                                  |
|               |                                                              |
|               | Malacostraca                                                 |
|               |                                                              |

|  | Thecostraca  |
|  |              |
|  | Malacostraca |
|  |              |

|               | Copepoda                                                     |
|               |                                                              |
| Communostraca | \| \| Thecostraca \| \| \| \| \| \| Malacostraca \| \| \| \| |
|               | \| \| Thecostraca \| \| \| \| \| \| Malacostraca \| \| \| \| |
|               | Thecostraca                                                  |
|               |                                                              |
|               | Malacostraca                                                 |
|               |                                                              |

|  | Thecostraca  |
|  |              |
|  | Malacostraca |
|  |              |

| Xenocarida | \| \| Remipedia \| \| \| \| \| \| Cephalocarida \| \| \| \| |
|            | \| \| Remipedia \| \| \| \| \| \| Cephalocarida \| \| \| \| |
|            | Hexapoda                                                    |
|            |                                                             |
|            | Remipedia                                                   |
|            |                                                             |
|            | Cephalocarida                                               |
|            |                                                             |

|  | Remipedia     |
|  |               |
|  | Cephalocarida |
|  |               |

### von Reumontet al.(2012)
Em um estudo molecular de 2012, von Reumont et al. desfiou  a monofilia de Vericrustacea: eles apresentam quatro versões do cladograma de Tetraconata(figuras abaixo, onde a primeira figura representa a primeira e terceira versões), e em todas as propostas Remipedia é irmão de Hexapoda, e Branchiopoda se torna irmão de (Remipedia + Hexapoda). Então, seu estudo sugere fortemente que Branchiopoda está mais próximo de Hexapoda e Remipedia que de Multicrustacea. Baseado nessas informações, eles propuseram o seguinte cenário evolutivo desses três grupos: devido ao impacto de peixes predatórios a sua linhagem ancestral se desloca até a zona litoral, en qual ponto essa linhagem se ramifica, com os ancestrais de Branchiopoda evoluindo em locais de água doce efêmera, os ancestrais de Remipedia evoluindo em formações anquialinas, e os ancestrais de Hexapoda evoluindo em terra seca.
|  | Copepoda                                                                     |
|  |                                                                              |
|  | \| \| Thecostraca e Tantulocarida \| \| \| \| \| \| Malacostraca \| \| \| \| |
|  |                                                                              |
|  | Thecostraca e Tantulocarida                                                  |
|  |                                                                              |
|  | Malacostraca                                                                 |
|  |                                                                              |

|  | Thecostraca e Tantulocarida |
|  |                             |
|  | Malacostraca                |
|  |                             |

|  | Branchiopoda                                           |
|  |                                                        |
|  | \| \| Remipedia \| \| \| \| \| \| Hexapoda \| \| \| \| |
|  |                                                        |
|  | Remipedia                                              |
|  |                                                        |
|  | Hexapoda                                               |
|  |                                                        |

|  | Remipedia |
|  |           |
|  | Hexapoda  |
|  |           |

|  | Copepoda                                                                     |
|  |                                                                              |
|  | \| \| Thecostraca e Tantulocarida \| \| \| \| \| \| Malacostraca \| \| \| \| |
|  |                                                                              |
|  | Thecostraca e Tantulocarida                                                  |
|  |                                                                              |
|  | Malacostraca                                                                 |
|  |                                                                              |

|  | Thecostraca e Tantulocarida |
|  |                             |
|  | Malacostraca                |
|  |                             |

|  | Branchiopoda                                           |
|  |                                                        |
|  | \| \| Remipedia \| \| \| \| \| \| Hexapoda \| \| \| \| |
|  |                                                        |
|  | Remipedia                                              |
|  |                                                        |
|  | Hexapoda                                               |
|  |                                                        |

|  | Remipedia |
|  |           |
|  | Hexapoda  |
|  |           |

|  | Copepoda                                                                     |
|  |                                                                              |
|  | \| \| Thecostraca e Tantulocarida \| \| \| \| \| \| Malacostraca \| \| \| \| |
|  |                                                                              |
|  | Thecostraca e Tantulocarida                                                  |
|  |                                                                              |
|  | Malacostraca                                                                 |
|  |                                                                              |

|  | Thecostraca e Tantulocarida |
|  |                             |
|  | Malacostraca                |
|  |                             |

|  | Branchiopoda                                           |
|  |                                                        |
|  | \| \| Remipedia \| \| \| \| \| \| Hexapoda \| \| \| \| |
|  |                                                        |
|  | Remipedia                                              |
|  |                                                        |
|  | Hexapoda                                               |
|  |                                                        |

|  | Remipedia |
|  |           |
|  | Hexapoda  |
|  |           |

|  | Copepoda                                                                     |
|  |                                                                              |
|  | \| \| Thecostraca e Tantulocarida \| \| \| \| \| \| Malacostraca \| \| \| \| |
|  |                                                                              |
|  | Thecostraca e Tantulocarida                                                  |
|  |                                                                              |
|  | Malacostraca                                                                 |
|  |                                                                              |

|  | Thecostraca e Tantulocarida |
|  |                             |
|  | Malacostraca                |
|  |                             |

|  | Branchiopoda                                           |
|  |                                                        |
|  | \| \| Remipedia \| \| \| \| \| \| Hexapoda \| \| \| \| |
|  |                                                        |
|  | Remipedia                                              |
|  |                                                        |
|  | Hexapoda                                               |
|  |                                                        |

|  | Remipedia |
|  |           |
|  | Hexapoda  |
|  |           |

|  | \| \| Copepoda \| \| \| \| \| \| Thecostraca e Tantulocarida \| \| \| \| |
|  |                                                                          |
|  | Malacostraca                                                             |
|  |                                                                          |
|  | Copepoda                                                                 |
|  |                                                                          |
|  | Thecostraca e Tantulocarida                                              |
|  |                                                                          |

|  | Copepoda                    |
|  |                             |
|  | Thecostraca e Tantulocarida |
|  |                             |

|  | \| \| Copepoda \| \| \| \| \| \| Thecostraca e Tantulocarida \| \| \| \| |
|  |                                                                          |
|  | Malacostraca                                                             |
|  |                                                                          |
|  | Copepoda                                                                 |
|  |                                                                          |
|  | Thecostraca e Tantulocarida                                              |
|  |                                                                          |

|  | Copepoda                    |
|  |                             |
|  | Thecostraca e Tantulocarida |
|  |                             |

|  | Branchiopoda                                           |
|  |                                                        |
|  | \| \| Remipedia \| \| \| \| \| \| Hexapoda \| \| \| \| |
|  |                                                        |
|  | Remipedia                                              |
|  |                                                        |
|  | Hexapoda                                               |
|  |                                                        |

|  | Remipedia |
|  |           |
|  | Hexapoda  |
|  |           |

|  | \| \| Copepoda \| \| \| \| \| \| Thecostraca e Tantulocarida \| \| \| \| |
|  |                                                                          |
|  | Malacostraca                                                             |
|  |                                                                          |
|  | Copepoda                                                                 |
|  |                                                                          |
|  | Thecostraca e Tantulocarida                                              |
|  |                                                                          |

|  | Copepoda                    |
|  |                             |
|  | Thecostraca e Tantulocarida |
|  |                             |

|  | \| \| Copepoda \| \| \| \| \| \| Thecostraca e Tantulocarida \| \| \| \| |
|  |                                                                          |
|  | Malacostraca                                                             |
|  |                                                                          |
|  | Copepoda                                                                 |
|  |                                                                          |
|  | Thecostraca e Tantulocarida                                              |
|  |                                                                          |

|  | Copepoda                    |
|  |                             |
|  | Thecostraca e Tantulocarida |
|  |                             |

|  | Branchiopoda                                           |
|  |                                                        |
|  | \| \| Remipedia \| \| \| \| \| \| Hexapoda \| \| \| \| |
|  |                                                        |
|  | Remipedia                                              |
|  |                                                        |
|  | Hexapoda                                               |
|  |                                                        |

|  | Remipedia |
|  |           |
|  | Hexapoda  |
|  |           |

|  | \| \| Copepoda \| \| \| \| \| \| Thecostraca e Tantulocarida \| \| \| \| |
|  |                                                                          |
|  | Malacostraca                                                             |
|  |                                                                          |
|  | Copepoda                                                                 |
|  |                                                                          |
|  | Thecostraca e Tantulocarida                                              |
|  |                                                                          |

|  | Copepoda                    |
|  |                             |
|  | Thecostraca e Tantulocarida |
|  |                             |

|  | Branchiopoda                                           |
|  |                                                        |
|  | \| \| Remipedia \| \| \| \| \| \| Hexapoda \| \| \| \| |
|  |                                                        |
|  | Remipedia                                              |
|  |                                                        |
|  | Hexapoda                                               |
|  |                                                        |

|  | Remipedia |
|  |           |
|  | Hexapoda  |
|  |           |

|  | \| \| Copepoda \| \| \| \| \| \| Thecostraca e Tantulocarida \| \| \| \| |
|  |                                                                          |
|  | Malacostraca                                                             |
|  |                                                                          |
|  | Copepoda                                                                 |
|  |                                                                          |
|  | Thecostraca e Tantulocarida                                              |
|  |                                                                          |

|  | Copepoda                    |
|  |                             |
|  | Thecostraca e Tantulocarida |
|  |                             |

|  | Branchiopoda                                           |
|  |                                                        |
|  | \| \| Remipedia \| \| \| \| \| \| Hexapoda \| \| \| \| |
|  |                                                        |
|  | Remipedia                                              |
|  |                                                        |
|  | Hexapoda                                               |
|  |                                                        |

|  | Remipedia |
|  |           |
|  | Hexapoda  |
|  |           |

|  | \| \| Copepoda \| \| \| \| \| \| Thecostraca e Tantulocarida \| \| \| \| |
|  |                                                                          |
|  | Malacostraca                                                             |
|  |                                                                          |
|  | Copepoda                                                                 |
|  |                                                                          |
|  | Thecostraca e Tantulocarida                                              |
|  |                                                                          |

|  | Copepoda                    |
|  |                             |
|  | Thecostraca e Tantulocarida |
|  |                             |

|  | Branchiopoda                                           |
|  |                                                        |
|  | \| \| Remipedia \| \| \| \| \| \| Hexapoda \| \| \| \| |
|  |                                                        |
|  | Remipedia                                              |
|  |                                                        |
|  | Hexapoda                                               |
|  |                                                        |

|  | Remipedia |
|  |           |
|  | Hexapoda  |
|  |           |

|  | \| \| Copepoda \| \| \| \| \| \| Thecostraca e Tantulocarida \| \| \| \| |
|  |                                                                          |
|  | Malacostraca                                                             |
|  |                                                                          |
|  | Copepoda                                                                 |
|  |                                                                          |
|  | Thecostraca e Tantulocarida                                              |
|  |                                                                          |

|  | Copepoda                    |
|  |                             |
|  | Thecostraca e Tantulocarida |
|  |                             |

|  | Branchiopoda                                           |
|  |                                                        |
|  | \| \| Remipedia \| \| \| \| \| \| Hexapoda \| \| \| \| |
|  |                                                        |
|  | Remipedia                                              |
|  |                                                        |
|  | Hexapoda                                               |
|  |                                                        |

|  | Remipedia |
|  |           |
|  | Hexapoda  |
|  |           |

### Jondeunget al.(2012)
Outro estudo molecular (de genomas mitocondriais), conduzido em 2012 por Jondeung et al., fortemente suporta um Tetraconata monofilético e coloca Malacostraca + Entomostraca e Branchiopoda como o clado irmão de Hexapoda e coloca Cirripedia + Remipedia como a linhagem basal de Tetraconata.

### Oakleyet al.(2013)
Em 2013, um estudo combinado de características morfológicas(incluindo fósseis) e dados moleculares(incluindo marcadores de sequência expressa, genomas mitocondriais, genomas nucleares e dados de DNA ribossomal) Oakley et al. obtiveram suporte para três clados em Tetraconata: Oligostraca (Ostracoda, Mystacocarida, Branchiura, Pentastomida), Multicrustacea (Copepoda, Thecostraca, Malacostraca) e um clado que eles referem como Allotriocarida (Branchiopoda, Cephalocarida, Remipedia, Hexapoda), assim como a monofilia de Ostracoda. Dentro de Multicrustacea eles obtiveram suporte para um clado que eles sugerem como Hexanauplia: Thecostraca + Cephalocarida, contudo, autores estão inclinados à primeira versão (veja "Conclusion", 4), que também é consistente com os resultados de von Reumont et al. (2012).
Clados novos propostos por Oakley et al. são:
- Hexanauplia (referente a seis, ("hexa-") mudas nas larvas náuplio) — Copepoda, Thecostraca;
- Allotriocarida ("allotrios" é "estranho", "carida" é "camarão") — Cephalocarida, Branchiopoda, Remipedia, Hexapoda.[15]

Nota: Allotriocarida também foi proposto em 2005 por Regier et al. como clado #33, mas as relações dentro desse clado eram diferentes, e eles não propuseram um nome para o grupo.
O clado a seguir foi baseado em Oakley et al. (2013):

|  | Mystacocarida                                               |
|  |                                                             |
|  | \| \| Pentastomida \| \| \| \| \| \| Branchiura \| \| \| \| |
|  |                                                             |
|  | Pentastomida                                                |
|  |                                                             |
|  | Branchiura                                                  |
|  |                                                             |

|  | Pentastomida |
|  |              |
|  | Branchiura   |
|  |              |

|  | Mystacocarida                                               |
|  |                                                             |
|  | \| \| Pentastomida \| \| \| \| \| \| Branchiura \| \| \| \| |
|  |                                                             |
|  | Pentastomida                                                |
|  |                                                             |
|  | Branchiura                                                  |
|  |                                                             |

|  | Pentastomida |
|  |              |
|  | Branchiura   |
|  |              |

|             | Malacostraca                                                             |
|             |                                                                          |
| Hexanauplia | \| \| Copepoda \| \| \| \| \| \| Thecostraca e Tantulocarida \| \| \| \| |
|             | \| \| Copepoda \| \| \| \| \| \| Thecostraca e Tantulocarida \| \| \| \| |
|             | Copepoda                                                                 |
|             |                                                                          |
|             | Thecostraca e Tantulocarida                                              |
|             |                                                                          |

|  | Copepoda                    |
|  |                             |
|  | Thecostraca e Tantulocarida |
|  |                             |

|  | Cephalocarida |
|  |               |
|  | Branchiopoda  |
|  |               |

|  | Remipedia |
|  |           |
|  | Hexapoda  |
|  |           |

|  | Cephalocarida |
|  |               |
|  | Branchiopoda  |
|  |               |

|  | Remipedia |
|  |           |
|  | Hexapoda  |
|  |           |

|             | Malacostraca                                                             |
|             |                                                                          |
| Hexanauplia | \| \| Copepoda \| \| \| \| \| \| Thecostraca e Tantulocarida \| \| \| \| |
|             | \| \| Copepoda \| \| \| \| \| \| Thecostraca e Tantulocarida \| \| \| \| |
|             | Copepoda                                                                 |
|             |                                                                          |
|             | Thecostraca e Tantulocarida                                              |
|             |                                                                          |

|  | Copepoda                    |
|  |                             |
|  | Thecostraca e Tantulocarida |
|  |                             |

|  | Cephalocarida |
|  |               |
|  | Branchiopoda  |
|  |               |

|  | Remipedia |
|  |           |
|  | Hexapoda  |
|  |           |

|  | Cephalocarida |
|  |               |
|  | Branchiopoda  |
|  |               |

|  | Remipedia |
|  |           |
|  | Hexapoda  |
|  |           |

|  | Mystacocarida                                               |
|  |                                                             |
|  | \| \| Pentastomida \| \| \| \| \| \| Branchiura \| \| \| \| |
|  |                                                             |
|  | Pentastomida                                                |
|  |                                                             |
|  | Branchiura                                                  |
|  |                                                             |

|  | Pentastomida |
|  |              |
|  | Branchiura   |
|  |              |

|  | Mystacocarida                                               |
|  |                                                             |
|  | \| \| Pentastomida \| \| \| \| \| \| Branchiura \| \| \| \| |
|  |                                                             |
|  | Pentastomida                                                |
|  |                                                             |
|  | Branchiura                                                  |
|  |                                                             |

|  | Pentastomida |
|  |              |
|  | Branchiura   |
|  |              |

|             | Malacostraca                                                             |
|             |                                                                          |
| Hexanauplia | \| \| Copepoda \| \| \| \| \| \| Thecostraca e Tantulocarida \| \| \| \| |
|             | \| \| Copepoda \| \| \| \| \| \| Thecostraca e Tantulocarida \| \| \| \| |
|             | Copepoda                                                                 |
|             |                                                                          |
|             | Thecostraca e Tantulocarida                                              |
|             |                                                                          |

|  | Copepoda                    |
|  |                             |
|  | Thecostraca e Tantulocarida |
|  |                             |

|  | Cephalocarida |
|  |               |
|  | Branchiopoda  |
|  |               |

|  | Remipedia |
|  |           |
|  | Hexapoda  |
|  |           |

|  | Cephalocarida |
|  |               |
|  | Branchiopoda  |
|  |               |

|  | Remipedia |
|  |           |
|  | Hexapoda  |
|  |           |

|             | Malacostraca                                                             |
|             |                                                                          |
| Hexanauplia | \| \| Copepoda \| \| \| \| \| \| Thecostraca e Tantulocarida \| \| \| \| |
|             | \| \| Copepoda \| \| \| \| \| \| Thecostraca e Tantulocarida \| \| \| \| |
|             | Copepoda                                                                 |
|             |                                                                          |
|             | Thecostraca e Tantulocarida                                              |
|             |                                                                          |

|  | Copepoda                    |
|  |                             |
|  | Thecostraca e Tantulocarida |
|  |                             |

|  | Cephalocarida |
|  |               |
|  | Branchiopoda  |
|  |               |

|  | Remipedia |
|  |           |
|  | Hexapoda  |
|  |           |

|  | Cephalocarida |
|  |               |
|  | Branchiopoda  |
|  |               |

|  | Remipedia |
|  |           |
|  | Hexapoda  |
|  |           |

|  | Mystacocarida                                               |
|  |                                                             |
|  | \| \| Pentastomida \| \| \| \| \| \| Branchiura \| \| \| \| |
|  |                                                             |
|  | Pentastomida                                                |
|  |                                                             |
|  | Branchiura                                                  |
|  |                                                             |

|  | Pentastomida |
|  |              |
|  | Branchiura   |
|  |              |

|  | Mystacocarida                                               |
|  |                                                             |
|  | \| \| Pentastomida \| \| \| \| \| \| Branchiura \| \| \| \| |
|  |                                                             |
|  | Pentastomida                                                |
|  |                                                             |
|  | Branchiura                                                  |
|  |                                                             |

|  | Pentastomida |
|  |              |
|  | Branchiura   |
|  |              |

|             | Malacostraca                                                             |
|             |                                                                          |
| Hexanauplia | \| \| Copepoda \| \| \| \| \| \| Thecostraca e Tantulocarida \| \| \| \| |
|             | \| \| Copepoda \| \| \| \| \| \| Thecostraca e Tantulocarida \| \| \| \| |
|             | Copepoda                                                                 |
|             |                                                                          |
|             | Thecostraca e Tantulocarida                                              |
|             |                                                                          |

|  | Copepoda                    |
|  |                             |
|  | Thecostraca e Tantulocarida |
|  |                             |

|  | Cephalocarida |
|  |               |
|  | Branchiopoda  |
|  |               |

|  | Remipedia |
|  |           |
|  | Hexapoda  |
|  |           |

|  | Cephalocarida |
|  |               |
|  | Branchiopoda  |
|  |               |

|  | Remipedia |
|  |           |
|  | Hexapoda  |
|  |           |

|             | Malacostraca                                                             |
|             |                                                                          |
| Hexanauplia | \| \| Copepoda \| \| \| \| \| \| Thecostraca e Tantulocarida \| \| \| \| |
|             | \| \| Copepoda \| \| \| \| \| \| Thecostraca e Tantulocarida \| \| \| \| |
|             | Copepoda                                                                 |
|             |                                                                          |
|             | Thecostraca e Tantulocarida                                              |
|             |                                                                          |

|  | Copepoda                    |
|  |                             |
|  | Thecostraca e Tantulocarida |
|  |                             |

|  | Cephalocarida |
|  |               |
|  | Branchiopoda  |
|  |               |

|  | Remipedia |
|  |           |
|  | Hexapoda  |
|  |           |

|  | Cephalocarida |
|  |               |
|  | Branchiopoda  |
|  |               |

|  | Remipedia |
|  |           |
|  | Hexapoda  |
|  |           |

|  | Mystacocarida                                               |
|  |                                                             |
|  | \| \| Pentastomida \| \| \| \| \| \| Branchiura \| \| \| \| |
|  |                                                             |
|  | Pentastomida                                                |
|  |                                                             |
|  | Branchiura                                                  |
|  |                                                             |

|  | Pentastomida |
|  |              |
|  | Branchiura   |
|  |              |

|  | Mystacocarida                                               |
|  |                                                             |
|  | \| \| Pentastomida \| \| \| \| \| \| Branchiura \| \| \| \| |
|  |                                                             |
|  | Pentastomida                                                |
|  |                                                             |
|  | Branchiura                                                  |
|  |                                                             |

|  | Pentastomida |
|  |              |
|  | Branchiura   |
|  |              |

|             | Malacostraca                                                             |
|             |                                                                          |
| Hexanauplia | \| \| Copepoda \| \| \| \| \| \| Thecostraca e Tantulocarida \| \| \| \| |
|             | \| \| Copepoda \| \| \| \| \| \| Thecostraca e Tantulocarida \| \| \| \| |
|             | Copepoda                                                                 |
|             |                                                                          |
|             | Thecostraca e Tantulocarida                                              |
|             |                                                                          |

|  | Copepoda                    |
|  |                             |
|  | Thecostraca e Tantulocarida |
|  |                             |

|  | Cephalocarida |
|  |               |
|  | Branchiopoda  |
|  |               |

|  | Remipedia |
|  |           |
|  | Hexapoda  |
|  |           |

|  | Cephalocarida |
|  |               |
|  | Branchiopoda  |
|  |               |

|  | Remipedia |
|  |           |
|  | Hexapoda  |
|  |           |

|             | Malacostraca                                                             |
|             |                                                                          |
| Hexanauplia | \| \| Copepoda \| \| \| \| \| \| Thecostraca e Tantulocarida \| \| \| \| |
|             | \| \| Copepoda \| \| \| \| \| \| Thecostraca e Tantulocarida \| \| \| \| |
|             | Copepoda                                                                 |
|             |                                                                          |
|             | Thecostraca e Tantulocarida                                              |
|             |                                                                          |

|  | Copepoda                    |
|  |                             |
|  | Thecostraca e Tantulocarida |
|  |                             |

|  | Cephalocarida |
|  |               |
|  | Branchiopoda  |
|  |               |

|  | Remipedia |
|  |           |
|  | Hexapoda  |
|  |           |

|  | Cephalocarida |
|  |               |
|  | Branchiopoda  |
|  |               |

|  | Remipedia |
|  |           |
|  | Hexapoda  |
|  |           |

|  | Mystacocarida                                               |
|  |                                                             |
|  | \| \| Pentastomida \| \| \| \| \| \| Branchiura \| \| \| \| |
|  |                                                             |
|  | Pentastomida                                                |
|  |                                                             |
|  | Branchiura                                                  |
|  |                                                             |

|  | Pentastomida |
|  |              |
|  | Branchiura   |
|  |              |

|  | Mystacocarida                                               |
|  |                                                             |
|  | \| \| Pentastomida \| \| \| \| \| \| Branchiura \| \| \| \| |
|  |                                                             |
|  | Pentastomida                                                |
|  |                                                             |
|  | Branchiura                                                  |
|  |                                                             |

|  | Pentastomida |
|  |              |
|  | Branchiura   |
|  |              |

|             | Malacostraca                                                             |
|             |                                                                          |
| Hexanauplia | \| \| Copepoda \| \| \| \| \| \| Thecostraca e Tantulocarida \| \| \| \| |
|             | \| \| Copepoda \| \| \| \| \| \| Thecostraca e Tantulocarida \| \| \| \| |
|             | Copepoda                                                                 |
|             |                                                                          |
|             | Thecostraca e Tantulocarida                                              |
|             |                                                                          |

|  | Copepoda                    |
|  |                             |
|  | Thecostraca e Tantulocarida |
|  |                             |

|  | Cephalocarida |
|  |               |
|  | Branchiopoda  |
|  |               |

|  | Remipedia |
|  |           |
|  | Hexapoda  |
|  |           |

|  | Cephalocarida |
|  |               |
|  | Branchiopoda  |
|  |               |

|  | Remipedia |
|  |           |
|  | Hexapoda  |
|  |           |

|             | Malacostraca                                                             |
|             |                                                                          |
| Hexanauplia | \| \| Copepoda \| \| \| \| \| \| Thecostraca e Tantulocarida \| \| \| \| |
|             | \| \| Copepoda \| \| \| \| \| \| Thecostraca e Tantulocarida \| \| \| \| |
|             | Copepoda                                                                 |
|             |                                                                          |
|             | Thecostraca e Tantulocarida                                              |
|             |                                                                          |

|  | Copepoda                    |
|  |                             |
|  | Thecostraca e Tantulocarida |
|  |                             |

|  | Cephalocarida |
|  |               |
|  | Branchiopoda  |
|  |               |

|  | Remipedia |
|  |           |
|  | Hexapoda  |
|  |           |

|  | Cephalocarida |
|  |               |
|  | Branchiopoda  |
|  |               |

|  | Remipedia |
|  |           |
|  | Hexapoda  |
|  |           |

|  | Mystacocarida                                               |
|  |                                                             |
|  | \| \| Pentastomida \| \| \| \| \| \| Branchiura \| \| \| \| |
|  |                                                             |
|  | Pentastomida                                                |
|  |                                                             |
|  | Branchiura                                                  |
|  |                                                             |

|  | Pentastomida |
|  |              |
|  | Branchiura   |
|  |              |

|  | Mystacocarida                                               |
|  |                                                             |
|  | \| \| Pentastomida \| \| \| \| \| \| Branchiura \| \| \| \| |
|  |                                                             |
|  | Pentastomida                                                |
|  |                                                             |
|  | Branchiura                                                  |
|  |                                                             |

|  | Pentastomida |
|  |              |
|  | Branchiura   |
|  |              |

|             | Malacostraca                                                             |
|             |                                                                          |
| Hexanauplia | \| \| Copepoda \| \| \| \| \| \| Thecostraca e Tantulocarida \| \| \| \| |
|             | \| \| Copepoda \| \| \| \| \| \| Thecostraca e Tantulocarida \| \| \| \| |
|             | Copepoda                                                                 |
|             |                                                                          |
|             | Thecostraca e Tantulocarida                                              |
|             |                                                                          |

|  | Copepoda                    |
|  |                             |
|  | Thecostraca e Tantulocarida |
|  |                             |

|  | Cephalocarida |
|  |               |
|  | Branchiopoda  |
|  |               |

|  | Remipedia |
|  |           |
|  | Hexapoda  |
|  |           |

|  | Cephalocarida |
|  |               |
|  | Branchiopoda  |
|  |               |

|  | Remipedia |
|  |           |
|  | Hexapoda  |
|  |           |

|             | Malacostraca                                                             |
|             |                                                                          |
| Hexanauplia | \| \| Copepoda \| \| \| \| \| \| Thecostraca e Tantulocarida \| \| \| \| |
|             | \| \| Copepoda \| \| \| \| \| \| Thecostraca e Tantulocarida \| \| \| \| |
|             | Copepoda                                                                 |
|             |                                                                          |
|             | Thecostraca e Tantulocarida                                              |
|             |                                                                          |

|  | Copepoda                    |
|  |                             |
|  | Thecostraca e Tantulocarida |
|  |                             |

|  | Cephalocarida |
|  |               |
|  | Branchiopoda  |
|  |               |

|  | Remipedia |
|  |           |
|  | Hexapoda  |
|  |           |

|  | Cephalocarida |
|  |               |
|  | Branchiopoda  |
|  |               |

|  | Remipedia |
|  |           |
|  | Hexapoda  |
|  |           |

|  | Mystacocarida                                               |
|  |                                                             |
|  | \| \| Pentastomida \| \| \| \| \| \| Branchiura \| \| \| \| |
|  |                                                             |
|  | Pentastomida                                                |
|  |                                                             |
|  | Branchiura                                                  |
|  |                                                             |

|  | Pentastomida |
|  |              |
|  | Branchiura   |
|  |              |

|  | Mystacocarida                                               |
|  |                                                             |
|  | \| \| Pentastomida \| \| \| \| \| \| Branchiura \| \| \| \| |
|  |                                                             |
|  | Pentastomida                                                |
|  |                                                             |
|  | Branchiura                                                  |
|  |                                                             |

|  | Pentastomida |
|  |              |
|  | Branchiura   |
|  |              |

|             | Malacostraca                                                             |
|             |                                                                          |
| Hexanauplia | \| \| Copepoda \| \| \| \| \| \| Thecostraca e Tantulocarida \| \| \| \| |
|             | \| \| Copepoda \| \| \| \| \| \| Thecostraca e Tantulocarida \| \| \| \| |
|             | Copepoda                                                                 |
|             |                                                                          |
|             | Thecostraca e Tantulocarida                                              |
|             |                                                                          |

|  | Copepoda                    |
|  |                             |
|  | Thecostraca e Tantulocarida |
|  |                             |

|  | Cephalocarida |
|  |               |
|  | Branchiopoda  |
|  |               |

|  | Remipedia |
|  |           |
|  | Hexapoda  |
|  |           |

|  | Cephalocarida |
|  |               |
|  | Branchiopoda  |
|  |               |

|  | Remipedia |
|  |           |
|  | Hexapoda  |
|  |           |

|             | Malacostraca                                                             |
|             |                                                                          |
| Hexanauplia | \| \| Copepoda \| \| \| \| \| \| Thecostraca e Tantulocarida \| \| \| \| |
|             | \| \| Copepoda \| \| \| \| \| \| Thecostraca e Tantulocarida \| \| \| \| |
|             | Copepoda                                                                 |
|             |                                                                          |
|             | Thecostraca e Tantulocarida                                              |
|             |                                                                          |

|  | Copepoda                    |
|  |                             |
|  | Thecostraca e Tantulocarida |
|  |                             |

|  | Cephalocarida |
|  |               |
|  | Branchiopoda  |
|  |               |

|  | Remipedia |
|  |           |
|  | Hexapoda  |
|  |           |

|  | Cephalocarida |
|  |               |
|  | Branchiopoda  |
|  |               |

|  | Remipedia |
|  |           |
|  | Hexapoda  |
|  |           |

|  | Mystacocarida                                               |
|  |                                                             |
|  | \| \| Pentastomida \| \| \| \| \| \| Branchiura \| \| \| \| |
|  |                                                             |
|  | Pentastomida                                                |
|  |                                                             |
|  | Branchiura                                                  |
|  |                                                             |

|  | Pentastomida |
|  |              |
|  | Branchiura   |
|  |              |

|  | Mystacocarida                                               |
|  |                                                             |
|  | \| \| Pentastomida \| \| \| \| \| \| Branchiura \| \| \| \| |
|  |                                                             |
|  | Pentastomida                                                |
|  |                                                             |
|  | Branchiura                                                  |
|  |                                                             |

|  | Pentastomida |
|  |              |
|  | Branchiura   |
|  |              |

|             | Malacostraca                                                             |
|             |                                                                          |
| Hexanauplia | \| \| Copepoda \| \| \| \| \| \| Thecostraca e Tantulocarida \| \| \| \| |
|             | \| \| Copepoda \| \| \| \| \| \| Thecostraca e Tantulocarida \| \| \| \| |
|             | Copepoda                                                                 |
|             |                                                                          |
|             | Thecostraca e Tantulocarida                                              |
|             |                                                                          |

|  | Copepoda                    |
|  |                             |
|  | Thecostraca e Tantulocarida |
|  |                             |

|  | Cephalocarida |
|  |               |
|  | Branchiopoda  |
|  |               |

|  | Remipedia |
|  |           |
|  | Hexapoda  |
|  |           |

|  | Cephalocarida |
|  |               |
|  | Branchiopoda  |
|  |               |

|  | Remipedia |
|  |           |
|  | Hexapoda  |
|  |           |

|             | Malacostraca                                                             |
|             |                                                                          |
| Hexanauplia | \| \| Copepoda \| \| \| \| \| \| Thecostraca e Tantulocarida \| \| \| \| |
|             | \| \| Copepoda \| \| \| \| \| \| Thecostraca e Tantulocarida \| \| \| \| |
|             | Copepoda                                                                 |
|             |                                                                          |
|             | Thecostraca e Tantulocarida                                              |
|             |                                                                          |

|  | Copepoda                    |
|  |                             |
|  | Thecostraca e Tantulocarida |
|  |                             |

|  | Cephalocarida |
|  |               |
|  | Branchiopoda  |
|  |               |

|  | Remipedia |
|  |           |
|  | Hexapoda  |
|  |           |

|  | Cephalocarida |
|  |               |
|  | Branchiopoda  |
|  |               |

|  | Remipedia |
|  |           |
|  | Hexapoda  |
|  |           |

### Rota-Stabelliet al.(2013)
Em 2013, Rota-Stabelli et al. usaram os sinais nos 62 genes codificantes de proteínas reunidos por Regier et al. em 2010 para melhorar o conhecimento das relações internas em Tetraconata. Este conjunto de informações inferem uma árvore de nucleotídeos altamente suportada que é substancialmente diferente da correspondente, mas pouco suportada, árvore de aminoácidos. A discrepância entre essas duas árvores é causada por substituições dentro de famílias de códons sinônimos(especialmente aqueles de serina-TCN e AGY): linhagens de diferentes artrópodes têm vieses diferentes na utilização de códons sinônimos de serina, arginina e leucina, e o viés de serina é correlacionado com a topologia derivada dos nucleotídeos, mas não dos aminoácidos. Os autores sugerem que um viés de uso de códon sinônimo paralelo e parcialmente acionado por composição afeta a topologia de nucleotídeos. As substituições entre famílias de códon de serina podem proceder através de intermediários de treonina ou cisteína e os conjuntos de dados de aminoácidos também podem ser afetados pelo viés de uso de códon de serina. As análises sugereme que uma estratégia de recodificação de Dayhoff  melhoraria os efeitos de tal viés. Muito embora os aminoácidos propõem uma hipótese alternativa das relações entre os grupos de Tetraconata, as informações em bases de nucleotídeos e aminoácidos não são o suficiente para resolver as relações dentro do grupo, que deve ser considerado como não resolvido. Porém a árvore de aminoácidos aparenta ser mais provável, pois parece livre do viés de famílias de códons sinônimos que afeta a de nucleotídeos. A maioria das inferências baseadas em sequências de aminoácidos suportam um clado que inclui Branchiopoda, Remipedia, Copepoda e Hexapoda(grupo A). Usando o melhor modelo de substituição de aminoácidos, CATGTR, Cephalocarida também cai dentro deste grupo. Em todas as análises, o grupo A(com ou sem Cephalocarida) é o grupo irmão do clado formado por Malacostraca, Oligostraca e Thecostraca (groupo B).
O cladograma a seguir é resultante da análise de recodificação de Dayhoff:

| . | Hexapoda     |
|   | Hexapoda     |
| . | Branchiopoda |
|   | Branchiopoda |
| . | Remipedia    |
|   | Remipedia    |
| . | Copepoda     |
|   | Copepoda     |

| . | \| . \| Thecostraca e Tantulocarida \| \| \| Thecostraca e Tantulocarida \| \| . \| Malacostraca \| \| \| Malacostraca \| |
|   | \| . \| Thecostraca e Tantulocarida \| \| \| Thecostraca e Tantulocarida \| \| . \| Malacostraca \| \| \| Malacostraca \| |
| . | Oligostraca |
|   | Oligostraca |
| . | Thecostraca e Tantulocarida                                                                                               |
|   | Thecostraca e Tantulocarida                                                                                               |
| . | Malacostraca |
|   | Malacostraca |

| . | Thecostraca e Tantulocarida |
|   | Thecostraca e Tantulocarida |
| . | Malacostraca                |
|   | Malacostraca                |

| . | \| . \| Thecostraca e Tantulocarida \| \| \| Thecostraca e Tantulocarida \| \| . \| Malacostraca \| \| \| Malacostraca \| |
|   | \| . \| Thecostraca e Tantulocarida \| \| \| Thecostraca e Tantulocarida \| \| . \| Malacostraca \| \| \| Malacostraca \| |
| . | Oligostraca |
|   | Oligostraca |
| . | Thecostraca e Tantulocarida                                                                                               |
|   | Thecostraca e Tantulocarida                                                                                               |
| . | Malacostraca |
|   | Malacostraca |

| . | Thecostraca e Tantulocarida |
|   | Thecostraca e Tantulocarida |
| . | Malacostraca                |
|   | Malacostraca                |

| . | Hexapoda     |
|   | Hexapoda     |
| . | Branchiopoda |
|   | Branchiopoda |
| . | Remipedia    |
|   | Remipedia    |
| . | Copepoda     |
|   | Copepoda     |

| . | \| . \| Thecostraca e Tantulocarida \| \| \| Thecostraca e Tantulocarida \| \| . \| Malacostraca \| \| \| Malacostraca \| |
|   | \| . \| Thecostraca e Tantulocarida \| \| \| Thecostraca e Tantulocarida \| \| . \| Malacostraca \| \| \| Malacostraca \| |
| . | Oligostraca |
|   | Oligostraca |
| . | Thecostraca e Tantulocarida                                                                                               |
|   | Thecostraca e Tantulocarida                                                                                               |
| . | Malacostraca |
|   | Malacostraca |

| . | Thecostraca e Tantulocarida |
|   | Thecostraca e Tantulocarida |
| . | Malacostraca                |
|   | Malacostraca                |

| . | \| . \| Thecostraca e Tantulocarida \| \| \| Thecostraca e Tantulocarida \| \| . \| Malacostraca \| \| \| Malacostraca \| |
|   | \| . \| Thecostraca e Tantulocarida \| \| \| Thecostraca e Tantulocarida \| \| . \| Malacostraca \| \| \| Malacostraca \| |
| . | Oligostraca |
|   | Oligostraca |
| . | Thecostraca e Tantulocarida                                                                                               |
|   | Thecostraca e Tantulocarida                                                                                               |
| . | Malacostraca |
|   | Malacostraca |

| . | Thecostraca e Tantulocarida |
|   | Thecostraca e Tantulocarida |
| . | Malacostraca                |
|   | Malacostraca                |

### Posição de Tantulocarida
De acordo com Petrunina A.S. e  Kolbasov G.A., a sexta subclasse de Maxillopoda Tantulocarida talvez acabe dentro de Thecostraca, formando um clado com a infraclasse Cirripedia(no qual Thecostraca excluindo Tantulocarida se torna parafilético).
O cladograma a seguir foi baseado em Petrunina (2012), página 19, figura 8:

|  | Facetotecta (Thecostraca)   |
|  |                             |
|  | Ascothoracida (Thecostraca) |
|  |                             |

|  | Tantulocarida            |
|  |                          |
|  | Cirripedia (Thecostraca) |
|  |                          |

|  | Facetotecta (Thecostraca)   |
|  |                             |
|  | Ascothoracida (Thecostraca) |
|  |                             |

|  | Tantulocarida            |
|  |                          |
|  | Cirripedia (Thecostraca) |
|  |                          |

### Schwentneret al.(2017)
Em 2017, Schwentner et al. buscam resolver a classe de Crustacea mais próxima de Hexapoda, desafiando estudos anteriores que sempre aproximavam esta classe com Branchiopoda, porém os autores disputam que essas investigações sempre deixavam de lado outros dois táxons importantes: Remipedia e Cephalocarida. Nesse Estudo os autores disputam também a ideia que quando estudos anteriores aproximavam Remipedia de Hexapoda, esses estudos não incluiam Cephalocarida, ou usavam apenas dados morfológicos e sequenciamento de Sanger, que é ineficiente para trabalhos de larga escala(como o sequenciamento de várias classes de animais). Esse é o primeiro estudo filogenômico especificamente dirigido à origem de Hexapoda, incluindo os transcriptomas de duas espécies diferentes dentro de Remipedia e Cephalocarida cada. Os autores utilizaram de 81 a 1675 ortogrupos e até 510982 posições de aminoácidos, que demonstram claramente que não há uma relação de grupos-irmãos entre Hexapoda e Cephalocarida. O estudo também cogita que a proximidade entre Remipedia e Cephalocarida é uma artefato causado por uma atração de ramificações longas e por uma heterogeneidade composicional, visto que as análises em cima dos efeitos da taxa evolucionária de genes suportam que Remipedia é o único táxon irmão de Hexapoda.
O cladograma a seguir foi baseado em Schwentner et al. (2017):

|             | Branchiopoda                                           |
|             |                                                        |
| Labiocarida | \| \| Remipedia \| \| \| \| \| \| Hexapoda \| \| \| \| |
|             | \| \| Remipedia \| \| \| \| \| \| Hexapoda \| \| \| \| |
|             | Remipedia                                              |
|             |                                                        |
|             | Hexapoda                                               |
|             |                                                        |

|  | Remipedia |
|  |           |
|  | Hexapoda  |
|  |           |

|             | Branchiopoda                                           |
|             |                                                        |
| Labiocarida | \| \| Remipedia \| \| \| \| \| \| Hexapoda \| \| \| \| |
|             | \| \| Remipedia \| \| \| \| \| \| Hexapoda \| \| \| \| |
|             | Remipedia                                              |
|             |                                                        |
|             | Hexapoda                                               |
|             |                                                        |

|  | Remipedia |
|  |           |
|  | Hexapoda  |
|  |           |

## Estudos Morfológicos

### Legget al.(2013)
Nesse trabalho Legg et al. é mostrado uma congruência entra filogenias moleculares e morfológicas baseadas em 753 características morfológicas de 309 Panartrópodes fósseis e recentes. Foi considerado Hexapode como um grupo dentro de Crustacea e tendo Remipedia como seu grupo externo mais próximo e foi mostrado que as relações tradicionais de proximidade entre Miriapoda e Hexapoda é um artefato suirgido a partir das convergências de caracteres adquiridos durante a terrestrialização dos dois grupos.A inclusão de morfologias fósseis mitiga os artefatos causados por atração de ramificações longas, como exemplificado por pycnogonidas: quando incluído o registro fóssil esse grupo têm sua filogenia resolvida como grupo irmão dos Euchelicerata, ao invés de um grupo irmão de todos os outros Euartrópoda.